# Selecció portuguesa de corfbol
La selecció portuguesa de corfbol és dirigida per la Federaçao Portuguesa de Corfebol (FPC) i representa Portugal a les competicions internacionals de corfbol. La federació portuguesa es va fundar l'any 1986 i Adelino Calado n'és president des de l'any 2009.

## Història
| Campionat del Món |                       |                           |               |
| Any               | Campionat             | Seu                       | Classificació |
| 1987              | 3r Campionat del Món  | Makkum (Països Baixos)    | 9a plaça      |
| 1991              | 4t Campionat del Món  | Anvers (Bèlgica)          | 6a plaça      |
| 1995              | 5è Campionat del Món  | Nova Delhi (Índia)        | 3a plaça      |
| 1999              | 6è Campionat del Món  | Adelaida (Austràlia)      | 5a plaça      |
| 2003              | 7è Campionat del Món  | Rotterdam (Països Baixos) | 6a plaça      |
| 2007              | 8è Campionat del Món  | Brno (República Txeca)    | 4a plaça      |
| 2011              | 9è Campionat del Món  | Shaoxing (Xina)           | 7a plaça      |
| 2015              | 10è Campionat del Món | Anvers (Bèlgica)          | 10a plaça     |
| 2019              | 11è Campionat del Món | Durban (Sud-àfrica)       | 8a plaça      |

| World Games |                 |                    |               |
| Any         | Campionat       | Seu                | Classificació |
| 1997        | 5ns World Games | Lahti (Finlàndia)  | 6a plaça      |
| 2001        | 6ns World Games | Akita (Japó)       | 4a plaça      |
| 2009        | 8ns World Games | Kaohsiung (Taiwan) | 6a plaça      |
| 2013        | 9ns World Games | Cali (Colòmbia)    | 4a plaça      |

| Campionat d'Europa |                       |                    |               |
| Any                | Campionat             | Seu                | Classificació |
| 1998               | 1r Campionat d'Europa | Estoril (Portugal) | 3a plaça      |
| 2002               | 2n Campionat d'Europa | Catalunya          | 6a plaça      |
| 2010               | 4t Campionat d'Europa | Països Baixos      | 7a plaça      |
| 2014               | 5è Campionat d'Europa | Portugal           | 3a plaça      |
| 2018               | 6è Campionat d'Europa | Països Baixos      | 4a plaça      |
| 2018               | 7è Campionat d'Europa | Països Baixos      | 3a plaça      |

| European Bowl |                  |                      |               |
| Any           | Campionat        | Seu                  | Classificació |
| 2005          | 1a European Bowl | Terrassa (Catalunya) | 3a plaça      |